# École du Centre (Montceau-les-Mines)
Pour les articles homonymes, voir école du Centre.
L'école du Centre est une école située sur le territoire de la commune de Montceau-les-Mines dans le département français de Saône-et-Loire et la région Bourgogne-Franche-Comté.

## Historique
Elle fait l'objet d'une inscription au titre des monuments historiques depuis le 30 janvier 1991.